# Anne Ottenbrite
Anne Ottenbrite   (Bowmanville, 12 de maig de 1966), coneguda de casada com a Anne Muylaert, és una nedadora canadenca, ja retirada, especialista en braça, que va competir durant la dècada de 1980.
El 1984 va prendre part en els Jocs Olímpics d'Estiu de Los Angeles on va disputar tres proves del programa de natació. Guanyà la medalla d'or en els 200 metres braça, la de plata en els 100 metres braça i, fent equip amb Reema Abdo, Michelle MacPherson i Pamela Rai, la de bronze en els 4x100 metres estils.
En el seu palmarès també destaquen una medalla de plata i una de bronze al Campionat del Món de natació de 1982, una d'or i una de plata als Jocs Panamericans de 1983 i dues d'or i una de plata als Jocs de la Commonwealth de 1982. També va guanyar cinc campionats nacionals.
Una vegada retirada, el 1987, passà a exercir d'entrenadora de natació en nombrosos clubs canadencs. Va ser nomenada dues vegades nedadora canadenca de l'any, el 1982 i 1983. El 1999 fou inclosa a l'International Swimming Hall of Fame.